# Manuel de Las Paredes
Manuel Taño Fernández más conocido como Manuel de Las Paredes (El Paso, La Palma, 25 de diciembre de 1800 - El Paso 17 de octubre de 1855), fue un político español. Fue el primer alcalde de la ciudad de El Paso y figura clave en la independencia del municipio de El Paso.

## Biografía

### Vida personal
En la noche del 24 de diciembre de 1800, Vicente Taño Alcalá y su esposa, María Fernández Cuevas, iban caminando hacia Los Llanos de Aridane; en la zona del Paso de Abajo, próximo a Cajita del Agua (donde se encuentra en la actualidad el CEIP Cajita del Agua), divisaron un grupo de personas que acaban de hallar a un recién nacido sobre una pared en un cesto. Como Vicente Taño y su esposa no tenían descendencia, pero si gozaban de una buena posición económica en la isla, decidieron adoptar al huérfano, siendo bautizado al día siguiente.
El 29 de octubre de 1821 se casó con María Taño Capote en Los Llanos de Aridane, con la que tuvo 11 hijos: María, Jesís, José María, Juan Antonio, Antonio, Carolina, Blasina, Victor, David, Ana y Manuel Taño Taño.

### Carrera política
Manuel Taño comenzó su carrera política como concejal del Ayuntamiento de Los Llanos, donde tuvo muchas desavenencias con el alcalde de aquel momento por sus ideas liberales y demócratas de la creación del municipio de El Paso.
En 1836 se celebraron elecciones nacionales y se votó la Constitución española de 1837, aprovechando estas circunstancias y las amistades que tenía en la diputación provincial, Taño insta a su amigo Antonio López Monteverde, gestor de la diputación, a que proponga la creación del municipio de El Paso.
El 25 de junio fueron celebradas elecciones en la ermita Ntra. Sra. de Bonanza, en las que se eligió el primer ayuntamiento de El Paso, siendo nombrado alcalde por unanimidad, Manuel Taño.